# Vilim I., burgundski grof
Vilim I. Veliki bio je burgundski grof. Sin Renauda I. i Alise Normanske, Vilim je naslijedio svoga oca.
Vilim i njegova žena, Étiennette, dobili su djecu. Vilimova i Étiennetteina djeca:
- Renaud II., burgundski grof
- Stjepan I., burgundski grof
- Rajmund Burgundski
- Sibila Burgundska
- Gizela Burgundska, monferatska markiza
- Klemencija Burgundska
- Kalist II.
- Vilim
- Odo
- Hugo
- Étiennette
- Ermentruda